# Agoura Hills
Agoura Hills è una city (incorporata nel 1982) della contea di Los Angeles, California, il cui ZIP code è 91301. La popolazione era di 20 537 abitanti al censimento del 2000, passati a 20 330 nel 2010. Questa città sulla Ventura Freeway (Route 101) si trova a cavallo tra la contea di Los Angeles a est, ovest e sud e la contea di Ventura a nord. A circa 30 miglia ovest-nordovest da Downtown Los Angeles e meno di 10 miglia ovest dai confini della città di Los Angeles (Woodland Hills), è localizzata nella Conejo Valley.

## Storia
L'area fu inizialmente occupata dalla tribù degli indiani Chumash e più tardi dai missionari francescani spagnoli. Quando gli spagnoli si insediarono in quei luoghi, intorno al 1500, una strada chiamata El Camino Real, che collegava le missioni spagnole in California e correva da Loreto in Messico a Sonoma in California, passava in mezzo a quella che più tardi sarebbe stata conosciuta come Agoura Hills.
Sotto la direzione del re Filippo V, Rancho Las Virgenes, o El Rancho de Nuestra Señora La Reina de Las Virgenes come era chiamato all'inizio, era di proprietà di Miguel Ortega. Più tardi, le terre vennero raccolte sotto il possesso di Dona Maria Antonia Machado del Reyes. I suoi eredi, Jose Reyes e Maria Altgracia Reyes de Vejar, costruirono una casa di mattoni chiamata "The Reyes Adobe", nelle vicinanze di una sorgente vicino a Strawberry Hill. Questa casa si trova ora nel museo lungo Reyes Adobe Road, nel centro di Agoura Hills.
Nel 1900 Agoura Hills era usata come tappa per i viaggiatori che percorrevano El Camino Real per via delle sue sorgenti naturali ai piedi di Ladyface Mountain.
Durante gli anni venti, la comunità era stata soprannominata Picture City perché i Paramount Studios possedevano un ranch usato per girare i western.
Verso la fine degli anni sessanta, a causa della costruzione della Ventura Freeway, passante per il centro della città, si verificò una grossa crescita ma la parte nord della città venne isolata dalla metà a sud. La crescita continuò anche durante gli anni settanta, quando furono costruite le scuole ed eretti molti dei palazzi del centro della città.
Nel 1978 i residenti di Agoura Hills si raggrupparono per far pressione su Sacramento e allargare il Kanan Bridge. La legislazione approvata chiedeva al Dipartimento dei Trasporti della California di allargare la strada sul viadotto della Kanan Road, sulla Ventura Freeway, da due corsie a quattro.
Gli anni ottanta furono un altro periodo di grande crescita. Molta gente emigrò in città ed il centro della città fu riempito di negozi e ristoranti.
Nel 1982 Agoura Hills è diventata la ottantatreesima città della Contea di Los Angeles.
Nel 1996, l'omicidio di Jimmy Farris (il famoso Caso Brandon Hein) scosse la città e mise in risalto i problemi di droga e di piccoli furti presenti tra i giovani. Di conseguenza, la città iniziò a sponsorizzare gare di musica live e concerti nei parchi. Sempre nello stesso anno, gli ex-studenti del liceo di Agoura Hills, Mike Shinoda, Brad Delson, Rob Bourdon formano i Linkin Park, una delle band più influenti e famose degli anni 2000 e 2010.

## Geografia fisica
Agoura Hills è anche chiamata "Gateway to the Santa Monica Mountains National Recreation Area". La città è ufficiosamente divisa in un numero di distretti, attorno al moderno centro della città. I più importanti sono Downtown, Forest Cove, South End, Malibu Junction, East Agoura e Old Agoura.

## Società

### Evoluzione demografica
Agoura Hills, un tempo città relativamente omogenea, è recentemente diventata molto variegata, sia in senso etnico che sociale. La città vanta una grande presenza di ispano-americani ed iraniani, oltre a una grossa fetta di popolazione ebrea, che affluisce alla sinagoga regionale di Lake Lindero.
Al censimento del 2000, la città contava 20 537 abitanti, con una densità di 969,4 abitanti/km². Nel 2010 la popolazione è passata 20 330 abitanti.

## Musica
Agoura Hills è conosciuta per il suo mondo di musica live e per l'originalità artistica della scena rock/metal, una fama che le è stata conferita dall'ascesa artistica di band quali Hoobastank, Underwood, Delve e, soprattutto, i Linkin Park. Il 27 settembre 2023, la rapper Doja Cat ha pubblicato un singolo facente parte del suo album Scarlet che prende il nome dalla città.
Agoura Hills ospita inoltre The Canyon, un luogo di concerti molto stimato, nel quale si tengono tour nazionali e regionali di artisti quali Peter Frampton, REO Speedwagon, Steel Pulse, The New Cars, Asia, Boys II Men, Which One's Pink?, Alan Parsons e The Smithereens.